# Periš
Periš (izvirno srbsko Периш) je naselje v Srbiji, ki upravno spada pod Občino Svrljig; slednja pa je del Niškega upravnega okraja.

## Demografija
V naselju živi 210 polnoletnih prebivalcev, pri čemer je njihova povprečna starost 60,1 let (59,6 pri moških in 60,8 pri ženskah). Naselje ima 99 gospodinjstev, pri čemer je povprečno število članov na gospodinjstvo 2,22.
To naselje je popolnoma srbsko (glede na rezultate popisa iz leta 2002), a v času zadnjih treh popisov je opazno zmanjšanje števila prebivalcev.
|  |

| Demografija | Demografija     | Demografija     |
| Leto        | Št. prebivalcev | Št. prebivalcev |
| ----------- | --------------- | --------------- |
|             |                 |                 |
|             |                 |                 |
|             |                 |                 |
|             |                 |                 |
| 1948        | 752             |                 |
| 1953        | 779             |                 |
| 1961        | 725             |                 |
| 1971        | 593             |                 |
| 1981        | 512             |                 |
| 1991        | 300             | 298             |
| 2002        | 228             | 220             |
|             |                 |                 |

| Etnična sestava po popisu iz leta 2002 | Etnična sestava po popisu iz leta 2002 | Etnična sestava po popisu iz leta 2002 | Etnična sestava po popisu iz leta 2002 | Etnična sestava po popisu iz leta 2002 |
| -------------------------------------- | -------------------------------------- | -------------------------------------- | -------------------------------------- | -------------------------------------- |
| Srbi                                   | Srbi                                   |                                        | 220                                    | 100,0%                                 |
| Neznano                                | Neznano                                |                                        | 0                                      | 0,0%                                   |